# Neosisyphus tarantula
Neosisyphus tarantula là một loài bọ cánh cứng trong họ Bọ hung (Scarabaeidae).